# Bernard Magrez
Bernard Magrez (né le 23 mars 1936 à Bordeaux) est un homme d'affaires bordelais en œnologie, fondateur du « Groupe Bernard Magrez », important propriétaire de grands vignobles internationaux.

## Biographie
Né à Bordeaux, Bernard Magrez est autodidacte. C'est en 1960, en intégrant une grande maison de Bordeaux que sa passion pour le vin se concrétise. Il y commence sa carrière comme négociant en vendant des millions de bouteilles dans les hypermarchés naissants avec entre autres les marques de spiritueux Pitterson et de porto Pitters. Il crée à l'âge de 23 ans son entreprise : William Pitters, en 1964 et étend ensuite ses activités au whisky de marque William Peel, à la tequila de marque San Jose et au vin avec la commercialisation du Sidi Brahim. En 1979 Bernard Magrez crée la marque de vin de bordeaux Malesan. Au début des années 2000, il revend les vins Malesan et Sidi Brahim au groupe Castel et les autres alcools à Marie Brizard, pour se réorienter vers les vins haut de gamme, en majeure partie dans le bordelais.
Dans les années 1980, il fait l’acquisition du prestigieux Château Pape Clément (Grand Cru Classé de Graves), puis du Château Fombrauge en 1999 (Grand Cru Classé de Saint-émilion) et du Château La Tour Carnet (Grand Cru Classé 1855 du Médoc), puis 18 autres domaines bordelais de renom, dont également Clos Haut-Peyraguey (Grand Cru Classé de Sauternes). Au total : 40 propriétés et plus de 1 000 hectares de vignobles dans le monde, plus récemment le château Les Grands Chênes, Cru Bourgeois en Médoc.
Bernard Magrez travaille en collaboration avec l'œnologue français Michel Rolland depuis 1990. Il obtient la note de 100/100 pour un Château Pape Clément blanc 2009 grand cru de Pessac-léognan décernée par le célèbre critique américain Robert Parker. L'année suivante, c'est le vin rouge qui obtient la même consécration pour le millésime 2010.
En 2010, il fonde sa « Fondation Bernard-Magrez » puis en 2011 l'« Institut culturel Bernard Magrez » pour le mécénat artistique. L'Institut Culturel Bernard Magrez est un lieu d'exposition à Bordeaux qui prend place dans le Château Labottière.
En 2013, les vignobles Bernard Magrez se dotent d'un drone pour leurs quatre Grands Crus Classés dans les quatre grandes appellations du Bordelais afin d'identifier « tous les besoins de la vigne avec une précision centimétrique ».
En janvier 2018, Bernard Magrez et son épouse sont agressés et séquestrés à leur domicile. Cinq des six prévenus sont condamnés à cinq ans de prison ferme en avril 2021.

## Propriétés viticoles
Bernard Magrez est surnommé « l’homme aux quarante châteaux ». Il possède quarante-trois vignobles répartis principalement à Bordeaux, et dans dix pays différents (France, Argentine, États-Unis, Chili, Espagne, Portugal, Japon, Uruguay, Italie et Maroc).

### Grands crus classés
- Château Pape Clément - Graves
- Château Fombrauge - Saint Emilion
- Château La Tour Carnet - Medoc
- Clos Haut-Peyraguey - Sauternes

### Vignobles bordelais
- Château Magrez Fombrauge – Saint Emilion Grand Cru
- Château Les Grands Chênes - Médoc
- Château Bernard Magrez – Saint Estèphe
- Château Malleprat – Pessac Léognan
- Château Poumey – Pessac Léognan
- Château Le Sartre – Pessac Léognan
- Château Bois Martin – Pessac Léognan
- Château Lieujan – Haut Médoc
- Château du Galan – Haut Médoc
- Château Sainte Gemme - Haut Médoc
- Château Haut Bommes - Sauternes
- Château Latrézotte - Sauternes
- Château Armen - Médoc
- Château Eric et Bernard - Médoc
- Château Les Trois Amis - Médoc
- Château Montagnol - Médoc
- Château Tour Blanche - Médoc
- Château Moulin de Margot - Pomerol
- Château du Parc - Pomerol
- Clos de la sérénité - Bordeaux

### Vignobles du sud de la France
- Domaine Les Pierres Fendues – Pays d'Oc.
- Domaine de la Franchise – Côtes du Rhône Villages
- Château Les Muraires – Côtes de Provence
- Château La Gueiranne – Côtes de Provence
- Domaine des Songes – Cité de Carcassonne
- Domaine du Prélat – Côtes du Rhône Villages / Laudun
- Domaine La Destinée de Clément V – Châteauneuf du Pape
- Domaine de l’Or du Diable – Terrasse du Lurzac
- Une Emotion - Collioure

### Vignobles étrangers
- Domaine Magrez Espagne - Toro
- Domaine Magrez Espagne - Priorat
- Domaine Magrez Espagne – Jumilla
- Domaine Magrez Portugal – Douro
- Domaine Excelcio – Maroc
- Domaine Gerrouane – Maroc
- Domaine Magrez Chili – Vallée de Colchagua
- Magrez Aruga – Japon
- Domaine Magrez Argentine – Mendoza
- Domaine Magrez Uruguay – Juanico
- Domaine Magrez Napa Valley – Napa Valley
- I’Mani Italie (Prosecco)

## Culture
En 2012-2013, à travers l'Institut culturel Bernard Magrez, il a lancé le prix Château La Tour Carnet, destiné à promouvoir la création littéraire chez les étudiants de l'École normale supérieure de Lyon.
En 2014, Bernard Magrez crée La Grande Maison à Bordeaux, hôtel 5 étoiles de 6 chambres de luxe et qui possède 2 étoiles au Guide Michelin. Le restaurant dont le chef est Pierre Gagnaire, a la particularité de posséder une carte des vins avec 259 Crus Classés de Bordeaux dont 172 Grands Crus Classés.

## Mécénat
Depuis des années, Bernard Magrez est impliqué dans la recherche contre le cancer. Il obtient le Prix de La Charte de Paris pour son mécénat en soutien à la lutte contre le cancer. Il est aussi engagé dans la cancérologie, notamment aux côtés de l’hôpital Bergonié à Bordeaux.
Bernard Magrez soutient aussi un orphelinat en Thaïlande accueillant 80 enfants abandonnés. Ce projet permet la prise en charge des enfants à l’orphelinat appelé la Maison de l’Espoir et leur propose la possibilité d’apprendre un métier.